# Riki Lindhome
Erika "Riki" Lindhome (Coudersport, Pennsylvania, 5 maart 1979) is een Amerikaans actrice en zangeres. Ze speelde in diverse films en series, waaronder My Best Friend's Girl, Knives Out en Wednesday, en maakt samen met actrice en zangeres Kate Micucci deel uit van het komisch muziekduo Garfunkel and Oates.

## Filmografie

### Film
- 2001: Backseat Detour, als Catie
- 2004: Seeing Other People, als zoenend meisje
- 2004: Million Dollar Baby, als Mardell Fitzgerald
- 2005: All In, als Marsha
- 2005: Embedded, als Gondola / journalist
- 2005: Berkeley, als vechtend meisje
- 2006: Pulse, als Janelle
- 2006: Life is Short, als Lilly
- 2008: Wednesday Again, als Carli
- 2008: Changeling, als examinator zuster
- 2008: My Best Friend's Girl, als Hilary
- 2009: The Last House on the Left, als Sadie
- 2009: Powder Blue, als Nicole
- 2009: Say Hello to Stan Talmadge, als Polly Talmadge
- 2009: Imaginary Larry, als Betsy
- 2011: A Good Funeral, als Polly
- 2012: Much Ado About Nothing, als Conrade
- 2012: Fun Size, als Denise / Galaxy scout
- 2013: Hell Baby, als Marjorie
- 2014: Search Party, als zangeres op bruiloft
- 2015: The SpongeBob Movie: Sponge Out of Water, als Popsicle (stemrol)
- 2016: Nerdland, als Linda (stemrol)
- 2017: The Lego Batman Movie, als Poison Ivy en Wicked Witch of the West (stemrollen)
- 2017: Movie Sound Effects: How Do They Do That?, als Poison Ivy (stemrol)
- 2018: Under the Silver Lake, als de actrice
- 2019: Knives Out, als Donna Thrombey
- 2020: The Wolf of Snow Hollow, als Julia Robson
- 2021: Reno 911! The Hunt for QAnon, als QAnon Cruise check-in persoon
- 2023: Candy Cane Lane, als Suz
- 2024: They Listen, als Maud
- 2024: AfrAId, als Maud
- 2024: Child Actor, als moeder

### Televisie
- 2002: Titus, als Charlie
- 2002: Buffy the Vampire Slayer, als Cheryl
- 2002-2006: Gilmore Girls, als Juliet
- 2006: Heroes, als autoverhuurster
- 2007: The Minister of Divine, als Sally
- 2007: Raines, als Tammy
- 2008: Pushing Daisies, als Jeanine
- 2008; 2017: The Big Bang Theory, als Ramona Nowitzki
- 2008: Criminal Minds, als Vanessa Holden
- 2009: Bones, als Mandy Summers
- 2009: Three Rivers, als Beth
- 2009: Nip/Tuck, als McKenzie
- 2010: House, al Sarah
- 2010: Drop Dead Diva, als Marjorie Little
- 2011: $h*! My Dad Says, als Laura Griffin
- 2011: United States of Tara, als Daisy
- 2011: Traffic Light, als Amy
- 2011: Happy Endings, als Angie
- 2011: Enlightened, als Harper
- 2012: Sketchy, als vrouwelijke aankondiger
- 2012: Staged, als Ryda
- 2013: House of Lies: Fight Club, als Melanie
- 2013; 2015: Adventure Time, als eilandvrouw en ijsje (stemrollen)
- 2013: New Girl, als Kylie
- 2013-2014: Super Fun Night, als Hayley
- 2013-2014: Monsters vs. Aliens, als Susan Murphy / Ginormica (stemrollen)
- 2014: Garfunkel and Oates, als Garfunkel
- 2015: The Muppets, als Becky
- 2015: Fresh Off the Boat, als Arielle
- 2015: Brooklyn Nine-Nine, als Agneta Carlsson
- 2015-2018: Another Period, als Beatrice Bellacourt
- 2016: House of Lies, als Joy
- 2016: Ask the StoryBots, als Oxygen Molecule
- 2017: Difficult People, als Hostess
- 2018: Modern Family, als Poet
- 2018: Take My Wife, als Clerk
- 2018-2020: Big Hero 6: The Series, als Wendy Wower (stemrol)
- 2018: Kidding, als Shaina
- 2019: Crazy Ex-Girlfriend, als hongerige kat
- 2020-2022: Duncanville, als Kimberly Harris (stemrol)
- 2020: The Neighborhood, als Kristen
- 2020: Big City Greens, als Gina
- 2020: Law & Order: Special Victims Unit, als Irena
- 2021: DuckTales, als May (stemrol)
- 2021: United States of Al, als Chloe
- 2021: Just Beyond, als Bonnie
- 2022: Roar, als Lil
- 2022: Grace and Frankie, als Missy Pachangas
- 2022: Wednesday, als Dr. Valerie Kinbott
- 2023-2024: Monster High, als Purrsephone (stemrol)
- 2023: Animaniacs, als moeder (stemrol)
- 2023: The Muppets Mayhem, als Justine the Belieber
- 2023: Strange Planet, als Lonely / 'Early Being' #3 (stemrol)
- 2025: Krapopolis, als Lucy / Tar Maid (stemrol)